# Rio Klein
Rio Klein é um rio da África do Sul.